# Западный мир
| >60 тыс. $ 50—60 тыс. $ 40—50 тыс. $ 30—40 тыс. $ | 20—30 тыс. $ 10—20 тыс. $ 5—10 тыс. $ 2,5—5 тыс. $ | 1—2,5 тыс. $ 500—1000 $ <500 $ Нет данных |

| 89 и выше 80-89 70-79 60-69 50-59 40-49 | 30-39 20-29 10-19 10 и ниже Нет данных |

| Полноценная демократия: 9,01–10 8,01–9 Несовершенная демократия: 7,01–8 6,01–7 | Гибридный режим: 5,01–6 4,01–5 Авторитарный режим: 3,01–4 2,01–3 0–2 | Нет данных |

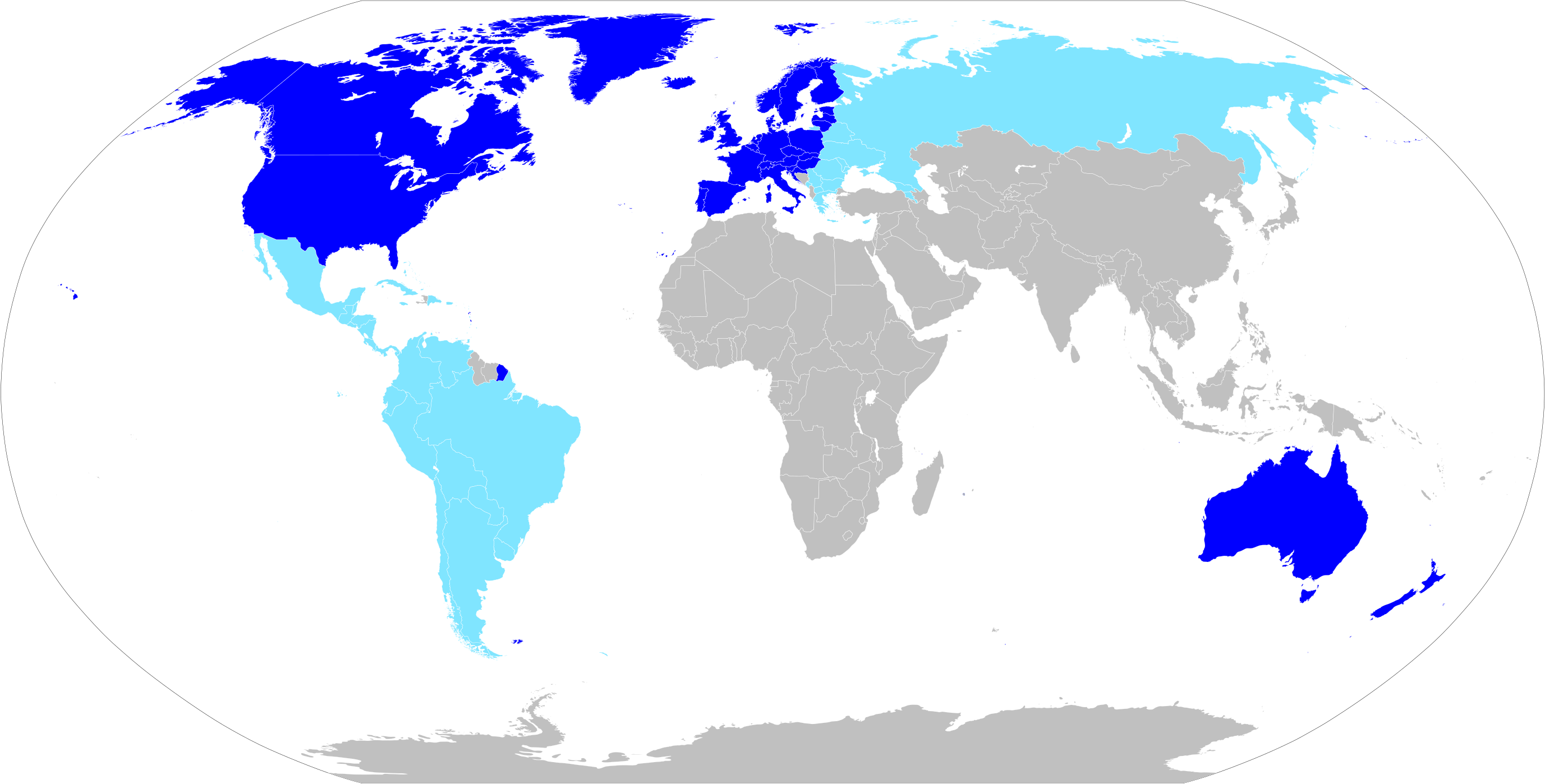
«Западный мир» по версии книги Самюэля Хантингтона «Столкновение цивилизаций», 1996 г. Бирюзовым цветом обозначены Латинская Америка и православные страны Восточной Европы, которые являются либо частью Западного мира, либо отдельными цивилизациями, тесно связанными с Западом

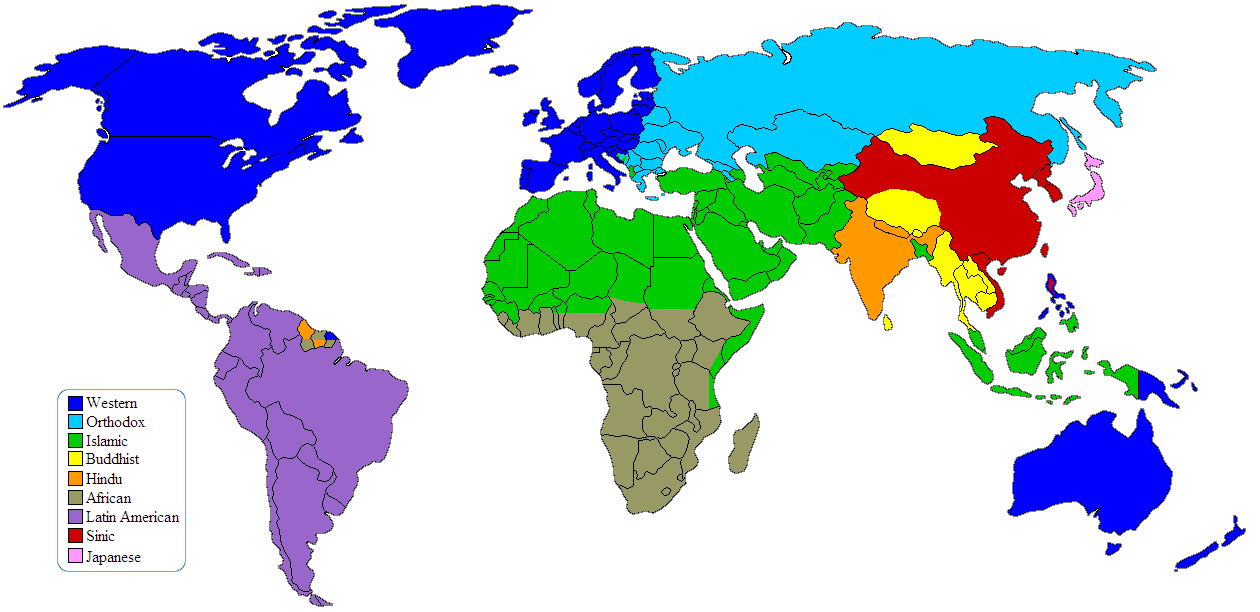
Западная цивилизация среди иных цивилизаций мира по версии книги Хантингтона 1996 года

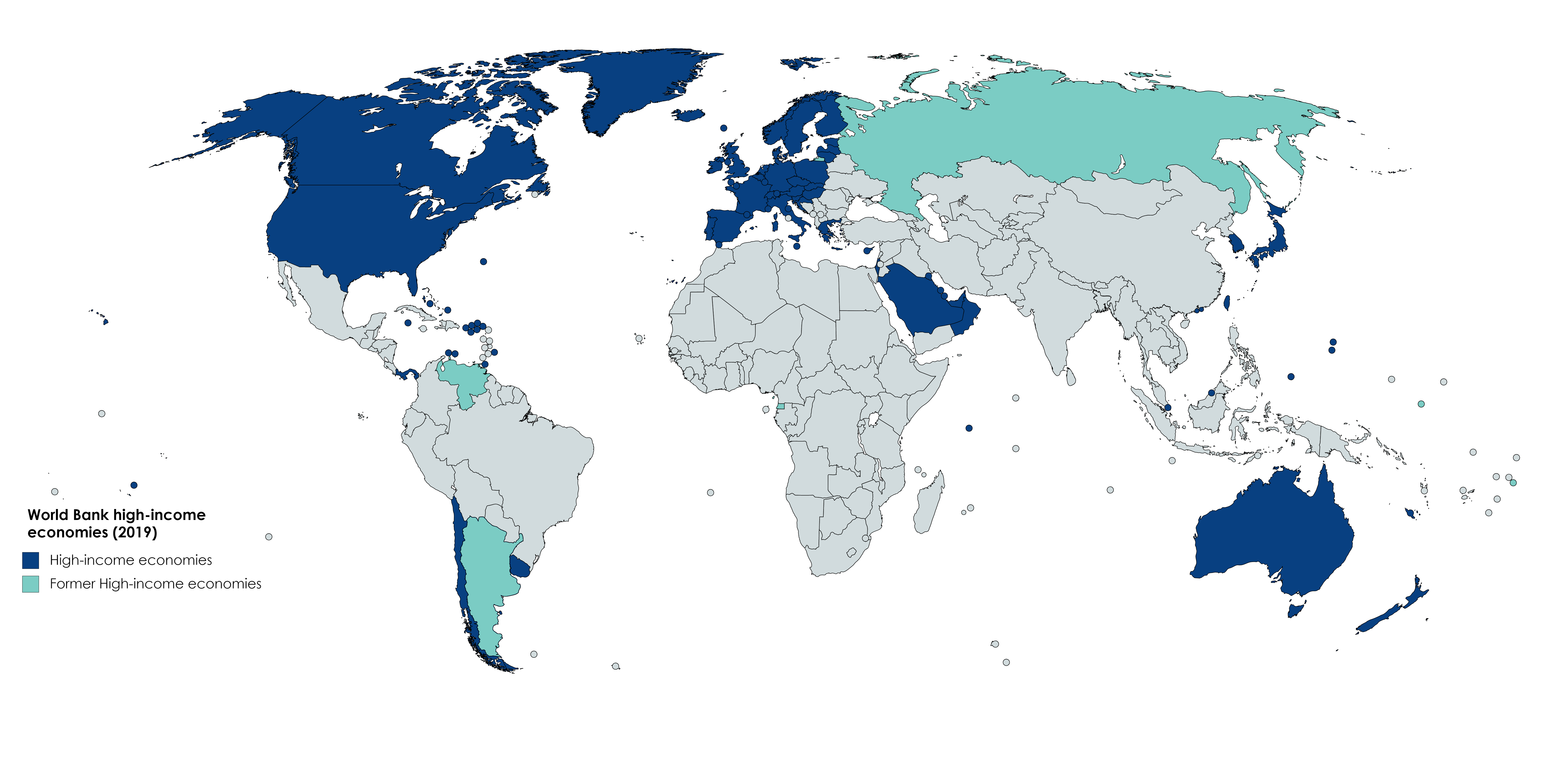
Страны с высоким уровнем доходов по состоянию на 2019 год. Тёмно-синим выделены страны с высоким уровнем доходов. Голубым выделены бывшие страны с высоким уровнем доходов.

Страны по ВВП (номинал) на душу населения в 2023 году

Индекс восприятия коррупции в разных странах мира по данным Transparency International в 2022 году.

Страны мира по индексу демократии на 2020 год

За́падный мир, также известный как За́пад или За́падная цивилиза́ция — понятие в культурологии и политике, а также в обиходной речи, относящееся к некоторому кругу наций и государств, чаще всего включающему в себя западную, центральную, северную и частично южную части Европы, Австралию, а также Южную и Северную Америку.

## Определения
Во время холодной войны с СССР и другими социалистическими странами под западными обычно понимались страны НАТО и их союзники.
По мнению известного политолога Стивена Коткина, принадлежность к Западу определяется не географией, а общностью ценностей и политических институтов, главные из которых: верховенство права, демократия, частная собственность, рыночная экономика, уважение к правам человека и свобода слова. С этой точки зрения, по мнению проф. Коткина, Япония входит в число стран Запада, а Россия — нет.

## Специфика западной цивилизации
Определённую степень сложности представляет собой вопрос соотношения понятий «цивилизация» и «формация».
Западная цивилизация, наследница греко-римской, не является лишь одной из многих в ряду двух десятков древних цивилизаций. Она была единственной цивилизацией, где родилась и развилась, после мучительного тысячелетнего перерыва, наука о природе.

Нет ничего более характерного для нашей западной цивилизации, чем тот факт, что она неразрывно связана с наукой. Это единственная цивилизация, которая породила науку о природе, и в которой эта наука играет решающую роль.— K. Popper, In search of a better world, TJ Press, 1996, p. 209
Психологические отличия
Гарвардский профессор Джозеф Хенрик считает, что жители западных стран психологически отличаются от остального человечества. Это отличие, по мнению Хенрика, объясняется особенностями культурной эволюции этих стран, начиная с раннего Средневековья.

## Западная цивилизация и Россия
Вопрос, принадлежит ли Россия к западной цивилизации, является в истории, социологии и культурологии дискуссионным.
Согласно одному мнению («западничество»), Россия является частью западной цивилизации, но развивается с опозданием по сравнению с другими принадлежащими к ней (западной цивилизации) странами.
По мнению других, она является ядром особой самостоятельной цивилизации («Русская цивилизация», «Православная цивилизация», см. также «Хартленд», «Русский мир», «славянофильство»), с одной стороны, являющейся ответвлением западной цивилизации (в частности, имеющей христианские корни), но при этом во многом не похожей на Запад.
Третьи полагают, что Россия находится на стыке цивилизаций и эклектически сочетает их отдельные черты, которые не соединяются в нечто целостное и непротиворечивое.
Спорадическое отнесение России к строго восточным странам (например, известное стихотворение «Скифы» А. Блока и аллегорическое отображение России страной киммерийцев Вольтером в «Царевне Вавилонской») представляется достаточно редким явлением (см. панмонголизм).
По религии Россия ближе к западному миру. В начале своей истории она подверглась влиянию византийской цивилизации. С XVII—XVIII веков она находится под сильным влиянием Запада и много заимствовала у него и в технологическом, и в культурном плане.

## Критика
Часто в подтверждение теории дихотомии «Восток — Запад» приводят известный оборот из «Баллады о Востоке и Западе» английского писателя Джозефа Редьярда Киплинга, но в укороченном виде, искажая его первоначальный смысл о равенстве всех людей и их подобности друг другу:
«О, Запад есть Запад, Восток есть Восток, и с мест они не сойдут,
Пока не предстанет Небо с Землёй на Страшный Господень Суд.
Но нет Востока, и Запада нет, что — племя, родина, род,
Если сильный с сильным лицом к лицу,

У края земли встает?»
Использование термина «восточный мир» как антипода западному миру и синониму бедности, отсталости, политической коррупции, неуважения прав человека, тоталитаризма и авторитаризма на сегодня некорректно. После Второй мировой войны целый ряд восточных стран достиг высокого уровня жизни, демократии и процветания: Израиль (иногда также относимый к «Западному миру»), Япония, Макао и «четыре азиатских тигра»: Республика Корея, Китайская Республика (Тайвань), Гонконг, Сингапур. Не менее высокого уровня жизни достигли также крупные экспортёры нефти: Бруней-Даруссалам и страны Персидского залива (ОАЭ, Бахрейн, Катар, Кувейт, Саудовская Аравия, Оман). Относительно высокого уровня жизни достигли Таиланд, Малайзия и КНР.

## Галерея

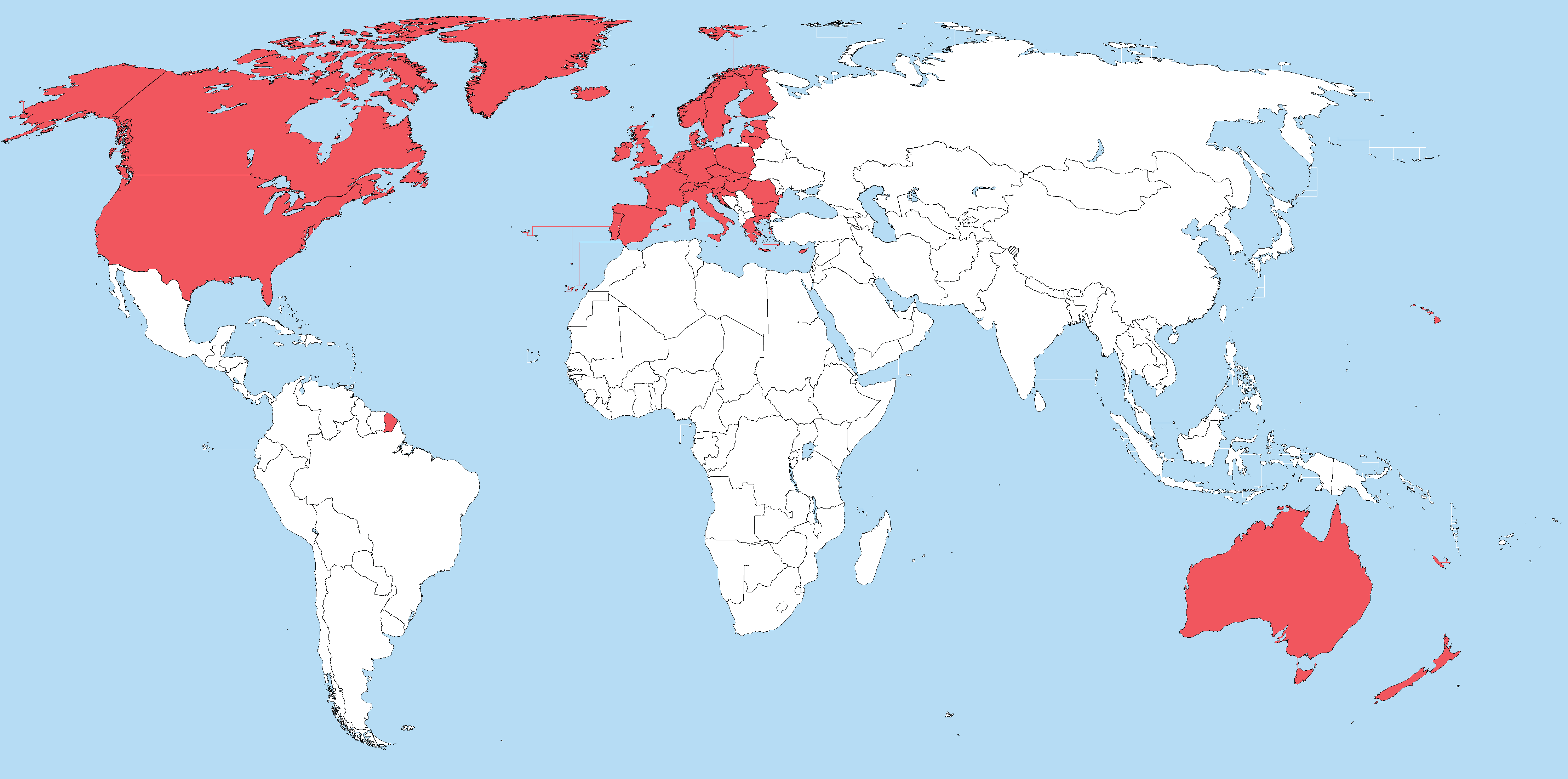
Джонатан Дэли (The Rise of Western Power, 2014)
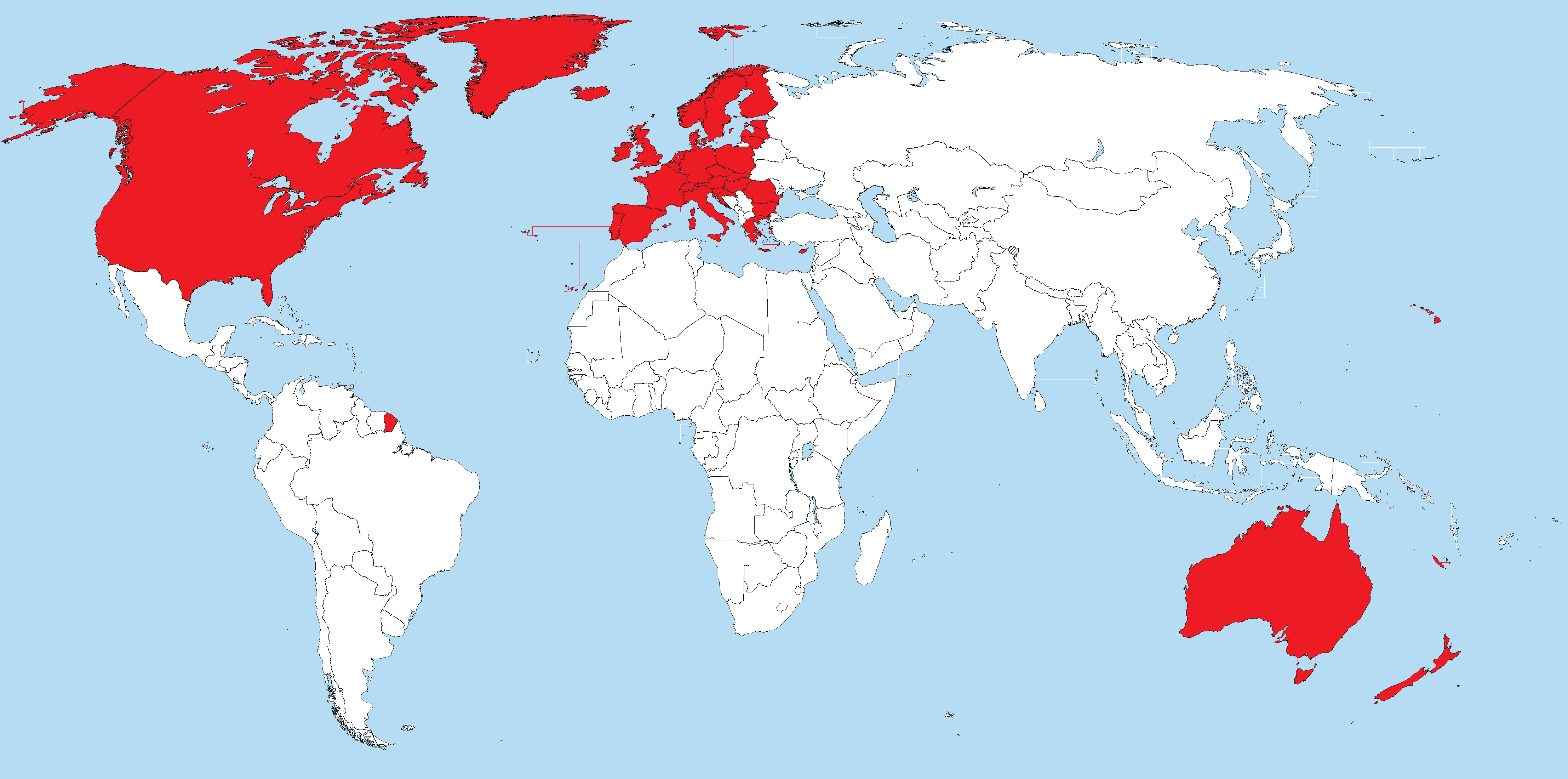
П. Прасад Каран (The Non-Western World, 2003)
Самюэль Хантингтон (The Clash of Civilizations, 1993)

Страны, классифицирующиеся МВФ как страны с развитой экономикой по состоянию на 2008 год

### Комментарии
1. ↑  Включая самые отдаленные регионы Европейского Союза, такие как Мадейра и Канарские острова, которые являются частью стран Западной Европы, несмотря на то, что географически не расположены в Европе[5]